# 郭承丰
郭承丰（?—?），华州郑县（今陕西渭南市华州区）人，后唐武官，唐朝功臣郭子仪的后裔。

## 生平
辽国在神册五年（晋天祐十七年，920年），占领天德军（今乌拉特前旗东北）。将丰州迁移到今呼和浩特市东四十里太平庄白塔村古城。后唐建立后，把天德军迁移到唐朝丰州故城（今五原县南），唐明宗天成三年（928年）二月初十丁亥，唐明宗加天德军节度使郭承丰检校司徒。

## 兄弟
后汉乾祐元年（948年）六月初七甲申，后汉隐帝刘承祐加丰州节度使郭承丰的弟弟郭勋（郭承勋）检校太师。乾祐二年（949年）十月廿一庚寅，府州折从阮进封岐国公，丰州郭勋进封虢国公。后周太祖广顺元年（951年）二月廿七己未，郭威加天德军节度使、虢国公郭勋同平章事。周世宗显德元年（954年）七月十一癸未，周世宗加天德军节度使郭勋、邠州折从阮、安州李洪义兼侍中。郭承勋入辽，他兄弟的子孙相继为天德军节度使。